# 未来を乗り換えた男
『未来を乗り換えた男』（みらいをのりかえたおとこ、Transit）は2018年のドイツ・フランスのドラマ映画。
監督はクリスティアン・ペッツォルト、出演はフランツ・ロゴフスキとパウラ・ベーアなど。
ドイツの女性作家アンナ・ゼーガースが第二次世界大戦中にナチス政権下を逃れて海外に亡命した自らの実体験をもとに執筆した小説『トランジット』を原作とし、物語の舞台をドイツ占領下のフランスに据え置く一方で、その時代を架空の現代に移し替え、亡命者たちの期待と不安を、今日の難民の姿とも重ね合わせながら描いている。
2018年2月に開催された第68回ベルリン国際映画祭で初上映された。

## ストーリー
ファシズムが台頭するドイツからフランスのパリに逃れてきたゲオルクは、仲間のパウルから作家フランツ・ヴァイデル宛の手紙を届けるように頼まれ、ヴァイデルが宿泊しているホテルにやって来るが、そこでヴァイデルが自殺したことを知る。ホテルの女主人は、ヴァイデルの遺体は知り合いの警官に頼んで処理してもらったと言うと、ヴァイデルの遺品をゲオルクに譲る。遺品には出版を断られた原稿やメキシコからの正式な招待状などがあった。不法滞在者に対する取締りが厳しくなったため、ゲオルクは仲間のハインツとともに南仏の港町マルセイユに逃れるが、その途中で怪我の状態が悪化したハインツが死ぬ。マルセイユに着いたゲオルクはハインツの妻で不法移民であるメリッサと息子のドリスにハインツが死んだことを伝える。これをきっかけにゲオルクはドリスと親しくなる。
ゲオルクはヴァイデルの遺品を拾得物として届けて謝礼金をもらおうとメキシコ領事館を訪れるが、そこでヴァイデル本人と間違われ、メキシコのビザ2通と乗船券、銀行小切手を渡される。そして、ヴァイデルを捨てた妻マリーが復縁したがっていることを知らされる。思いがけずヴァイデルになりすますことになったゲオルクはメキシコに亡命することを決め、経由地であるアメリカの通過ビザもヴァイデルとして取得することにする。
喘息の症状が出たドリスのために、ゲオルクは不法移民を診てくれるドイツ人医師リヒャルトを捜し出す。そして、リヒャルトの愛人がヴァイデルの妻マリーであることを知る。マリーは夫が取得したビザを必要としており、ゲオルクがヴァイデルとしてメキシコ領事館やアメリカ領事館を訪れていたために、マリーは夫が生きてマルセイユにいると信じていたのである。ゲオルクはマリーと愛し合うようになり、真実を告げるべきか悩む。
ゲオルクはアメリカの通過ビザを手に入れると、真実を告げぬまま、マリーとともに船に乗ることにする。しかし、同じ船に夫が乗ると信じ切っているマリーの姿に、ゲオルクは港に向かう途中で忘れ物をしたとしてマリーを先に行かせると、リヒャルトのもとに行き、ビザと乗船券を売りつけて彼を送り出す。ゲオルクはヴァイデルの遺稿を馴染みの店のバーテンダーに預けるが、そこでマリーの幻を見る。不安になったゲオルクは港でマリーが船に乗ったことを確認するが、同時にマリーとリヒャルトが乗った船が機雷で沈没し、乗客が全員死亡したことを知らされる。馴染みの店に戻ったゲオルクは、警察による不法滞在者の掃討作戦が行われていることも気にせずにマリーを待つ。

## キャスト
- ゲオルク: フランツ・ロゴフスキ - ドイツからフランスに逃げてきた男。
- マリー: パウラ・ベーア - 作家フランツ・ヴァイデルの妻。
- リヒャルト: ゴーデハート・ギーズ（ドイツ語版） - ドイツ人医師。マリーの愛人。
- ドリス: リリエン・バットマン - ゲオルクの仲間ハインツの息子。
- メリッサ: マリアム・ザリー（ドイツ語版） - ドリスの母親。ろう者。
- 建築家: バルバラ・アウア（ドイツ語版） - 2匹の犬を連れた女。
- バーテンダー: マティアス・ブラント（ドイツ語版） - 語り手。
- パウル: ゼバスティアン・フールク（ドイツ語版） - ゲオルクにヴァイデル宛の手紙を託した男。
- パリのホテルの女主人: エミリー・ドゥ・プレザック（フランス語版）
- ジョルジュ・ビネ: アントワーヌ・オッペンハイム - ゲオルクとハインツをマルセイユに逃した仲間。
- ハインツ: ロナルト・ククリエス（ドイツ語版） - メリッサの夫。ドリスの父。
- 指揮者: ユストゥス・フォン・ドホナーニ - ゲオルクが領事館で出会った男。
- メキシコ領事: アレックス・ブレンデミュール
- アメリカ領事: トリスタン・ピュッター（ドイツ語版）

## 作品の評価

### 映画批評家によるレビュー
Rotten Tomatoesによれば、批評家の一致した見解は「『未来を乗り換えた男』はそのタイトル（原題：Transit）にふさわしく、流動的な状態に、登場人物たちを捕らえ、そして観客を陥れるとともに不安感を牽引する挑戦的なドラマである。」であり、181件の評論のうち高評価は94%にあたる171件で、平均点は10点満点中7.9点となっている。
Metacriticによれば、31件の評論のうち、高評価は28件、賛否混在は3件、低評価はなく、平均点は100点満点中82点となっている。

### 受賞歴
- 第91回ナショナル・ボード・オブ・レビュー賞 - 外国語映画トップ5
- 第32回シカゴ映画批評家協会賞 - 外国語映画賞ノミネート
- 第18回サンフランシスコ映画批評家協会賞 - 外国語映画賞ノミネート